# Беляев, Владимир Сергеевич
Владимир Сергеевич Беляев (1919—1984) — советский кинодраматург, деятель киноиндустрии, писатель.

## Биография
Из семьи рабочих. Родился 16 марта 1919 года в Запорожье. После школы два года работал на заводе. В 1939 г. поступил на сценарный факультет ВГИКа. 
В 1941 году вместе со студентами и преподавателями института записался в Народное ополчение. Был ранен под Вязьмой.
В 1945 году окончил ВГИК. Работал начальником сценарного отдела Алма-атинской киностудии художественных фильмов. Был председателем Совэкспортфильма в ГДР. Начальник сценарного отдела Ленфильма.
С 1956 г. работал на киностудии «Мосфильм» заместителем главного редактора и главным редактором.

### Семья
Жена Лилия Васильевна Большакова (1925—2010) — домохозяйка.
- Сын: Владимир (1946—2004) — оператор-международник;
  - внук: Дмитрий (р. 1980) — маркетолог.
- Сын: Александр (1951—1998) — композитор, музыкальный редактор киностудии «Мосфильм»;
  - внучка: Мария (р. 1990) — актриса.

## Фильмография
- 1963 Встреча на переправе
- 1971 Драма из старинной жизни (совместно с И. Авербахом)
- 1981 От зимы до зимы

## Сочинения
- Книга спорит с фильмом [Текст] : «Мосфильм» — VII: [сборник / редколлегия: В. С. Беляев и др. — М. : Искусство, 1973]. — 266 с., 23 л. ил. ; 17 см.
- Кто не боится молний: повести и рассказы. Военное изд-во, 1971 — Всего страниц: 397. 100000 экз.
- Современная история. Московский рабочий, 1981 — Всего страниц: 285. Тираж 100000 экз.
- Красная стрела: роман. Московский рабочий, 1984 — Всего страниц: 206. 75000 экз.
- Солдатская невеста. Рассказы. М., Воениздат, 1958. 48 с.
- Двое в пути: рассказы. Сов. Россия, 1959 — Всего страниц: 94,
- В те холодные дни. Моск. рабочий, 1977 — Всего страниц: 270. Тираж 65000 экз.
- Шум ветра: повести и рассказы. Современник, 1981 — Всего страниц: 238. Тираж 30 000 экз.

Член Союза писателей и Союза кинематографистов.